# Georg Heinrich Maria Kirstein
Pour les articles homonymes, voir Kirstein.
Georg Heinrich Maria Kirstein, né le 2 juillet 1858 à Mayence et mort le 15 avril 1921 ibidem  évêque de Mayence, est un théologien allemand.

## Biographie
Né à Mayence, Kirstein a étudié la théologie au séminaire d'Eichstätt, aujourd'hui Université catholique d'Eichstätt. Georg Kirstein a été ordonné prêtre à Eichstätt le 14 novembre 1881 et consacré évêque en 19 mars 1904. Après plusieurs activités dans le diocèse de Mayence, il a été nommé au chapitre de la cathédrale de Mayence en 1903 et a été élu recteur du séminaire de Mayence.
Apres la mort subite de l'évêque Heinrich Brück, le 15 novembre 1903, le chapitre a élu Kirstein le 30 novembre comme son successeur. Il a été ordonné le 19 mars 1904 par l'archevêque de Fribourg, Thomas Nörber, avec comme coconsécrateurs l'évêque de Fulda, Adalbert Endert, et l'évêque de Limburg, Dominikus Willi OCist.
Comme évêque de Mayence, Georg Heinrich Maria Kirstein est, selon la Constitution, membre de 1904 à 1918 de la Première Chambre des États du grand-duché de Hesse. Il posa la première pierre pour l'église du Sacré-Cœur (Mayence) comme mémorial de son prédécesseur, l'évêque Wilhelm Emmanuel von Ketteler dans le plus grand quartier ouvrier de Mayence, Mombach. Les travaux s’achevèrent le 28 septembre 1913 pour le chœur est. Kirstein a été évêque pendant la première guerre mondiale et le début de l'occupation française. Il souffert depuis 1919 d'artériosclérose, de sorte que le 7 mars 1921, le recteur du Séminaire de Spire, Ludwig Maria Hugo, a été nommé coadjuteur.